# Jiher
Jiher (dříve Pěník později Jihr) je potok, který pramení mezi kopci Strážiště a Kosejřín u jihočeské Čížové a na svém konci se vlévá v Písku do Otavy, jako její levostranný přítok.

## Průběh toku
Pramení na úpatí bezejmenného zalesněného kopce, mezi vrchy Střážiště a Kosejřín, které jsou také v lese. Teče směrem východním z kopce do zemědělsky obdělávané krajiny. Poté, co podteče pod silnicí spojující Čížovou a Novou Hospodu vtéká do bezejmenného rybníka. Z něho se stáčí na jihovýchod a východně od Bošovic protéká dalšími dvěma rybníčky. Poté pokračuje opět na východ. U silnice spojující Čížovou a Písek se do něj vlévá bezejmenný potok tekoucí od severu, Jiher se zde stáčí na jih.
Po několika metrech se do něj vlévá další bezejmenný přítok zleva. U silnice do Krašovic vtéká do rybníka a přijímá vody jednoho potoka zprava. Za silnicí pokračuje jihovýchodním směrem. Mírně se vlní. V průmyslové zóně Písek vtéká do podlouhlého rybníka, opustí ho, nabere vody jednoho přítoku zleva, stočí se na jihozápad a podteče pod silnicí I/20. Zde je sveden do trouby. Na jejím konci do něj zprava vtéká Krašovický potok. Jiher pokračuje na jihovýchod, několikrát podtéká pod silnicí č. 20 tam a zpět. Po několika stech metrech se do něj zprava vlévají další dva potoky.
U autobusové zastávky Písek, Na Kuchyňce ho pak napájí jeden přítok zprava. Jiher pokračuje pod ulicí Pražská a vlévá se do rybníka Pěník. Za jeho hrází už je zatrubněn až do Otavy. Do té se vlévá nedaleko parkoviště v Jablonského ulici.

## Galerie

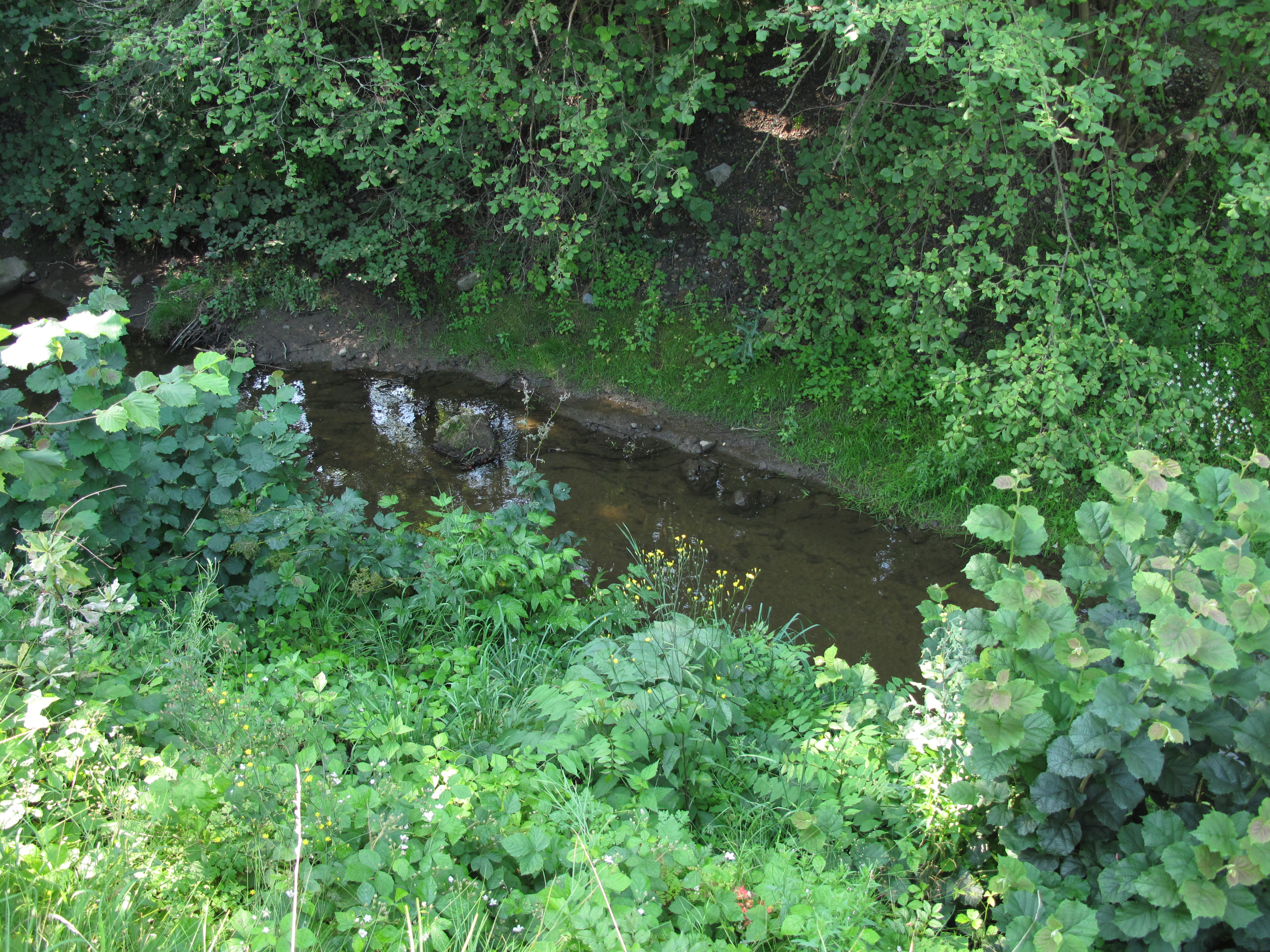
Jiher v Písku
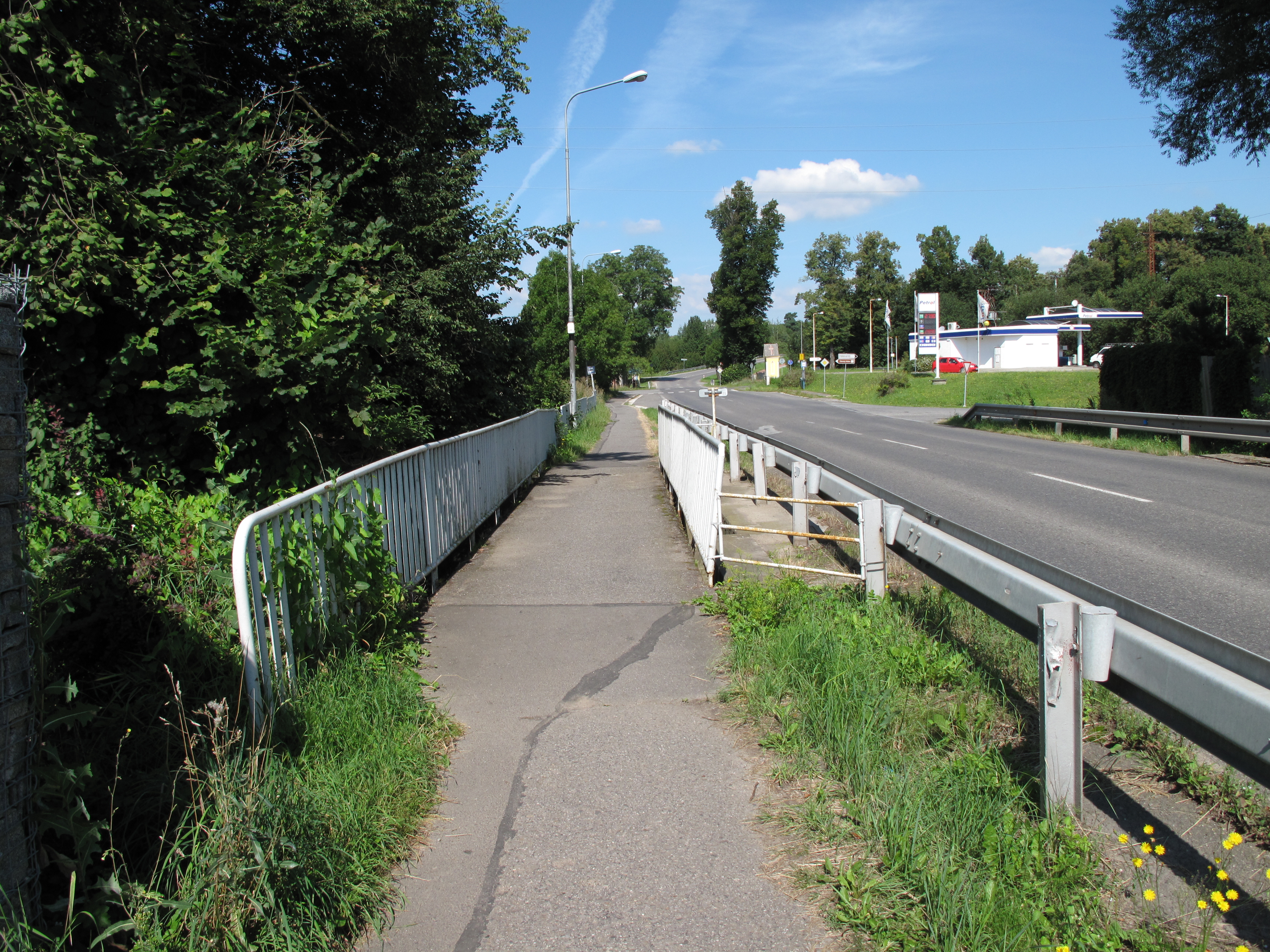
Most přes Jiher